# Oltrona di San Mamette
Oltrona di San Mamette es una localidad y comune italiana de la provincia de Como, región de Lombardía, con 2.263 habitantes.

## Evolución demográfica
| Gráfica de evolución demográfica de Oltrona di San Mamette entre 1861 y 2001 |
|                                                                              |
| Fuente ISTAT - elaboración gráfica de Wikipedia                              |